# Charles William Martin
Charles William Martin (Rouen, Sena Marítim, 25 d'octubre de 1828, París, 25 de febrer de 1905) va ser un regatista francès, que va competir a cavall del segle xix i el segle xx. El 1900 va prendre part en els Jocs Olímpics de París on participà en diferents proves del programa de vela. Guanyà una medalla de plata en la 1a cursa de la modalitat de ½ a 1 tona, juntament amb Jean Le Bret, Félix Marcotte, Jacques Baudrier i Jules Valton.